# 風間ゆみ
風間 ゆみ（かざま ゆみ、1979年1月31日 - ）は、日本のAV女優、元ストリッパー。元夫はAV男優の島袋浩。カプセルエージェンシー所属。東京都出身。

## 人物
1997年から活動を継続しており、編集物も入れると1200作品に出演している。
初期は鈴川 ちか（すずかわ ちか）を名乗る。また作品上で風間 由美（かざま ゆみ）、風間 ひとみ（かざま ひとみ）名義でも活動。
鈴川ちか時代は1978年2月18日生まれ、1979年2月2日また風間ゆみとしては1979年2月22日生まれとする。
デビュー時の公称ボディサイズはT160cm、B94、W59、H93で、その後プロフィールにより変遷。
ニコニコ生放送の『風間ゆみデビュー15周年記念放送』にて、プライベートで最大一度に6人の男性を相手にとセックスをしたことを公言している。また夫に命令されれば、複数の男性ともセックスをするとも発言している。また、同時に、「プライベートで１日で同じ人と最高で７回のセックスをした」「その時は一日中部屋に籠っていた」と公言している。
自身のツイッターで2016年9月１日の発言「痛い…(/ _ ; )最後の絡み 顔射で精子が目に入った・男優さんの勢いが良いと 目やおでこ(たまに鼻の中 笑)まで飛んじゃうのはよくある事・ 痛々しく充血し 目が開かない状態で帰るのも…よくある事」と発言している。
セックステクニック！AV男優島袋浩の継承動画（　https://toroiki.com/shimabukuro/　）で、「熟女AV女優「風間ゆみ」と結婚＆離婚をした有名AV男優「島袋浩」のセックステクニックになります」と紹介されている
2021年11月29日のFANZAのインタビューで「没頭するセックスを体験することで、作品にも活きる」とコメントしたが、その中で2021年に新しい年下の恋人ができた事、昨年に5年以上つきあった男性（2014年～2020年）と別れた事、また、2021年初頭に体重を10キロ減少した事と、体が軽くなったので騎乗位もしやすくなったと言っている。
新しい恋人に関しては、「ソファでイチャついてたら『ムラムラする』とか耳元で言ってきて、ドキッとしたな。新しい下着も4着くらい買っちゃったりして。“こんな下着好きかな？”なんて想像して身につける・・」と述べている。
2022年2月24日　ユーチューブ（ノンスタイル井上の【風間ゆみ】3300本以上出演女優の驚愕テク！間近で見たらスゴすぎた！）でのインタビューで10年間付き合た男性がいてその男性と結婚もしていた事を告白した。「ネットを見たら書いてあった」と言っていてその男性がAV男優の島袋浩である事を認めた内容であった。
同年12月、徳間書店『アサヒ芸能』主催「アサ芸AV大賞2022」レジェンド女優賞受賞。
2023年3月31日　 風間ゆみonlyfans開設　月額は上限の49ドル　ファン数42名でスタートする。定額制のコンテンツサービスさらに追加の課金システムを提供するSNSであるが、ユーチューブで風間ゆみは「待望の風間ゆみファンクラブができました」と記載したポップを持ちファンクラブであると発言している。

## 略歴
小学校5年のころからバストが成長を始めた。1997年10月、「鈴川ちか」の名前で『美乳・豊乳挟み打ち 母性本能』（TANK）でAVデビュー。デビュー時94cmのバスト、抜群のボディスタイルで注目されたが、単独作は2作がリリースされるにとどまった。
その後1998年になって、『週刊プレイボーイ』などのグラビアで活動するとともに、5月に「風間ゆみ」と芸名を改めAVに再デビューした。1990年代末はシネマジックなどのSM作品への出演が多く、ピンク映画やVシネマにも出演した。
20歳の時に一度だけストリップに出演している。
2000年代に入ると、クリスタル映像関連会社の企画ものへの出演が多くなったが、熟女系AV女優として人気が高まり、2005年以降はインディーズ各社から再び多くの単体作品がリリースされている。
1997年10月九鬼デビュー。
一時期、昼間の仕事をしていたためアダルトビデオの撮影を休日に行っていたが、その後AV専業となり、一気に出演作品本数が増えた。
2007年10月にデビュー10周年を迎える。
2008年　AV男優の島袋浩と結婚（2003年頃から同棲）
2010年 第13回みうらじゅん賞を受賞。
2011年3月7日、スカイパーフェクTV!の「スカパー!アダルト放送大賞2011」で「美しき同窓生レズ風間ゆみ&結城みさ」が作品賞に選ばれた。
アダルトビデオ30周年記念企画（AV30）として2012年1月5日から2月29日まで行われた人気投票で30位に選ばれている。
2012年10月にデビュー15周年を迎える。
2013年　AV男優の島袋浩と離婚
2017年10月　AVデビュー20周年を迎え、Madonna(AVメーカ)専属女優となる（2018年2月で専属終了）
2020年7月　溜池ゴロー（AVメーカ）専属女優となる。（2021年1月で専属終了）
2020年12月、「FLASH 2020年現役最強セクシー女優BEST100」読者投票・熟女部門第5位選出。
2021年2月　Madonna(AVメーカ)専属女優となる。
2022年1月　風間ゆみ25周年記念写真集クラウドファンディング（2022年1月11日〜2月28日　目標3,600,000円）を行い、143％の達成率、支援人数118人、支援金5,166,000円で終了した。

## 映像作品

### アダルトビデオ（鈴川ちか・風間ひとみ名義、撮りおろし作品のみ）
- 美乳・豊乳挟み打ち 母性本能（10月25日、TANK）
- 柔らかい気持ち（11月27日、VINL）
- 天使の舌舐めずり 地獄に堕ちたOL（12月29日、エイトマン）

- 新任女教師 ウルトラ巨乳痴漢電車（9月16日、オー・ケイ出版社）
- パンチラ巨乳女子校生（10月23日、COLORS（笠倉出版社））

### アダルトビデオ（風間ゆみ（由美） 名義、撮りおろし作品のみ）
- BUST BREAK（5月22日、Gang）
- 巨乳隷嬢 VI（7月10日、シネマジック）
- 美巨乳奴隷（8月12日、シネマジック）
- 爆乳レズビアン OL百合族（9月25日、Gang）
- 爆乳生娘 アニマルアーミー（9月25日、美乳倶楽部）
- 女体調教（10月10日、MERMAID）
- モロ出しマドンナ 風間ゆみ Gスポ グちょグちょ（10月頃、TRUE（日本ニューメディア））
- 連縛牝奴隷（11月20日、シネマジック）
- カーディーラーの女（11月22日、DOKAN）
- 女子高生 ナメナメしてぇ〜 パート10（11月頃、BALI×3（アウディ））
- Bejean 3（?、Monroe（桃太郎映像出版））

- 巨乳調教・淫縛の戯れ（1月1日発行、大洋図書）
- 爆乳生狩り 4（2月頃、たま姫（日本ニューメディア））
- 爆乳生狩り 10 ファイナル（8月頃、たま姫（日本ニューメディア））
- IMAGINATION VOL.4（8月、GOLDEN MIMIZUKU（ひりゅうビジュアルネットワーク））

- ウルトラ巨乳No.1（5月29日、BIG赤玉（笠倉出版社））※編集版?
- 龍縛愛玩調教5 社長秘書（7月5日、龍縛）
- 凌辱のライセンス 犯された女スパイ（8月2日、死夜悪）
- 巨乳喪服妻 4（9月20日、笠倉出版社）
- Angel（10月1日、アイデアポケット）
- 爆乳レイプ VOL.1（10月27日、スターシップ）※再発版?
- アロハナンパVol.2 新宿編（アロハナンパ堂）※無修正版有り（AV男優の島袋浩と池袋での撮影部分）

- 麻酔獣 2（5月11日、COBRA（ワイルド・サイド））
- 淫欲多重人格（6月6日、影）
- うしろから、ギュッとF（7月7日、ドグマ）
- Candy Girl 1（寺小屋）

- 憧れのボイン先生 The 巨乳家庭教師（2月14日、SWITCH（ドリームチケット））
- THE BOIN LOCK（3月13日、SWITCH（ドリームチケット））
- THE 義母図鑑 23（10月31日、スーパーバロウズ（マルクス兄弟））
- 素人OL FROM-A area7（大吉）

- マル秘女校医2 君だけに教えてあげる（4月10日、HERMES）オムニバス作品
- お姉さんが犯してあげる 23（5月15日、HERMES）
- スーパーGスポットSP VOL.15（5月29日、HERMES）
- 隣の痴女妻 4（6月15日、RUBY（ニューネクスト））
- 寸止め 2 お願いだからイカせて（6月26日、HERMES）オムニバス作品
- THE FUCK FUCK FUCK 46 DX（8月7日、HERMES）
- 美人教師暴行現場 15（8月12日、MANIAC）
- 私は痴女 第35報告書 呉悦同臭（9月9日、MANIAC）オムニバス作品
- 即尺クリニック 6（9月11日、HERMES）
- 酔狂伝 1（11月13日、HERMES）オムニバス作品
- 新婚妻は裸にエプロン 2（12月4日、HERMES）オムニバス作品
- DOSUKEBE Style ナイスバディお姉さんと遊ぼ 2（2004年1月17日、PURE）

- 私ってスゴ淫です 6（1月17日、Fan）
- DOSUKEBE Style 2（1月17日、Fan）
- お姉さんが犯してあげる 26（3月4日、HERMES）
- 人妻&OL 姉妹凌辱物語（3月8日、死夜悪）
- 夜の治療院 5（3月27日、Fan）
- 未亡人柔肌の悶え 4（4月20日、MANIAC）
- 喪服未亡人陵辱レイプ（5月3日、ヒビノ） ※風間由美名義
- マル秘女校医6 君だけに教えてあげる（5月27日、HERMES）
- 隣の奥さんに甘えたい 15（7月17日、Fan）
- The FUCK FUCK FUCK 50 DX（8月5日、HERMES）
- 巨乳女教師 No.1（9月1日、マルクス兄弟）
- 義姉さん、昼間からよばいです 9（10月9日、HERMES）
- はれんち姦姦 27（11月6日、MANIAC）
- Theつまみぐい 4 他人の妻は…（11月6日、HERMES）
- 龍縛監禁凌辱 10 調教コレクター（12月8日、龍縛）
- 奥さまはレンタル中〜時間制限あり〜（12月25日、Fan）

- 寸止め 8 生ごろしはヤメて!（1月15日、HERMES）
- 家庭教師はガマンできない 17（1月22日、HERMES）
- 私は痴女 第40報告書 性欲旺盛（2月12日、MANIAC）
- 艶熟 中出し（3月3日、トパーズ・J（グローリークエスト））
- エッチなお姉さんに誘われて 17（3月5日、Fan）
- 義姉さん、昼間からよばいです 11（4月23日、HERMES）
- 淫らなお姉さんは好きですか 14（5月7日、HERMES）
- ど痴女 Vol.6 超ド級!! 強制チ○ポ狩りの雌女（5月20日、TIARA（U&K））
- The レイプ（5月21日、MANIAC）
- 手コキ地獄 「手゛ちゃう!」 Vol.2（6月3日、TIARA（U&K））
- 白衣の女校医（6月11日、HERMES）
- 近親相姦 恥虐の巨乳母（6月13日、INCEST（グローリークエスト））
- 美人教師暴行現場 23（6月25日、MANIAC）
- ボクらのダッチワイフ先生（7月7日、ディープス）
- 真昼のヌレヌレお姉さま 3（7月9日、HERMES）
- スーパーGスポットSP VOL.23（9月17日、HERMES）
- 熟女コスプレ羞恥（9月25日、マドンナ）
- 混浴美人（10月15日、ゴールデンキャンディ）
- 倫妻アクメ 風間さん 26歳/渡部さん 25歳（10月24日、ヤバ専）
- BOIN GALS the 4th（10月25日、大吉）
- 雌女anthology #024 女の口は嘘をつく。（11月1日、アウダースジャパン）
- 風間ゆみのイキッパ!（11月2日、ANGEL VIZARD（グローリークエスト））
- 中出し義母レイプ 3（11月4日、TMA）
- 新妻 中出し20連発（11月17日、暴夢（アイエナジー））
- 旅館女将の誘い癖 2（11月20日、熟女（ネクストイレブン））
- 中出しソープ 麗しの美女湯屋（12月7日、HAMAM（グローバルメディアエンターテインメント））
- 近親相姦 中出し熟母（12月13日、マルクス兄弟）
- 団地に棲む人妻たち 三十一（12月25日、マドンナ）

- 極道に惚れた女たち（1月25日、マドンナ）
- 未亡人 柔肌の悶え 11（2月4日、MANIAC）
- 女優が素人娘に逆戻り企画 本気で怖くて超スケベなお化け屋敷（2月4日、SODクリエイト）
- 淫女の性 〜或る愛のカタチ〜（2月25日、マドンナ）
- 誘惑ミセス 73（3月3日、WIFE（U&K））
- ZeppinEroBody act.1（3月24日、Bellezza（U&K））
- 義母の癒し（3月25日、マドンナ）
- 非日常的悶絶遊戯 第五十章（4月10日、AVS）
- 乳揉みフェチ。（4月13日、マルクス兄弟）
- 爆乳淫乱3姉妹（4月25日、マドンナ）
- ニンフォマニア（5月1日、ワンズファクトリー）
- スケ透けエロマダム V 不倫奥様ゆみさん26才（5月10日、AVS）
- 熟れた友達のお母さんを犯しまくりたい。（5月19日、ドグマ）
- 痴女妻マニアックス（5月20日、人妻（ネクストイレブン））
- 友達の母 42 〜レイプ〜（5月25日、マドンナ）
- 新婚妻は裸にエプロン 11（5月27日、HERMES）
- デジタルコカン 巨乳淫語先生（6月13日、マルクス兄弟）
- 妖美巨尻物語（6月10日、AVS）
- 痴女キャバクラ（6月20日、BIKINI（イマージュ）
- 昼下がりの淫ら妻 21（7月1日、MANIAC）
- 完全主観ヴァーチャル近親淫語責め。（7月20日、ALEDDIN（タカラ映像））
- 人には言えない夫婦の話（7月20日、ネクストイレブン）
- レズ輪姦 FILE.04 女デカ 職権崩壊（7月20日、アイエナジー）
- 愛着 Love Dress（8月10日、麗羅（AVS））
- 熟女を電マでイカせ続ける3時間（8月11日、鬼丸（プレステージ））
- 女教師ゆみ（8月13日、溜池ゴロー）
- 陵辱貴婦人 辱められた社長婦人〔ママ〕（8月17日、ヒビノ）
- 浮気録画【公開不倫ナマ素材】風間ゆみ（29）Mrs.Virgin Queen G.95（9月5日、ドリームチケット）
- 美人大家が獣になる昼下り（9月8日、東京音光）
- 巨乳濡れマン妻 （9月13日、大蔵映像）
- 犯されたOL 調教レズレイプ vol.4（9月15日、Queer（U&K））
- ザーメン中出し凌辱女教師（10月1日、ワンズファクトリー）
- キモおやじとギャルのベロベロちゅうちゅう 2（10月3日、グローリークエスト）
- 母子家庭（10月5日、タカラ映像）
- 美しい女（10月13日、TAKEZO（溜池ゴロー））
- 密室巨乳むさぼりSEX（10月19日、ドグマ）
- 新・戦争秘話 II 嬲られた美肉妻（10月19日、ヒビノ）
- 女教師 中出し20連発 風間ゆみ 墜ちた女教師（10月19日、アイエナジー）
- セレブ泡姫 爆乳ソープ（10月27日、笠倉出版社）
- S級セレブ男嬲り4時間（10月27日、Nadeshiko（なでしこ））
- 禁断フェティッシュレズビアン【限定版】（11月3日、アウダースジャパン）
- DOKIレズ4（11月3日、アウダースジャパン）
- 中出し人妻不倫旅行 5（11月5日、ビッグモーカル）
- 義母と義姉（11月5日、ワープエンタテインメント）
- 近親妻 私、義父に中出しされて義弟に犯されました（11月11日、隼エージェンシー）
- お姉さま画報「第一号」（11月13日、溜池ゴロー）
- 熟女黒人ペニス狂い（11月13日、マルクス兄弟）
- ハイビジョン美肌美熟女（11月17日、Nadeshiko（なでしこ））
- 悩殺的熟女レズビアン 〜第一巻〜（11月19日、ZONE）
- 中出しされた人妻たち第3章（11月19日、BRAVO）
- 透けフェチBODY（12月1日、ワンズファクトリー）
- 禁断フェティッシュレズビアンII【限定版】（12月1日、アウダースジャパン）
- DOKIレズ5（12月1日、アウダースジャパン）
- 鬼達磨 （12月7日、アイエナジー）
- 非日常的悶絶遊戯 3人の女教師、ゆみ、香織、亜璃沙の場合（12月10日、AVS）
- 痴魔女中出し 風間ゆみ（12月11日、サウスポート）
- 人妻の巨尻に埋もれたい（12月25日、しのだプロジェクト）

- 痴女の唇と挑発淫語と接吻（1月1日、ワンズファクトリー）
- 煙草の葉巻の煙に漂う痴欲 13（1月10日、魂奇）
- 接吻の輪舞曲（1月10日、AVS）
- 義母相姦（1月12日、ビッグモーカル）
- 超接写!中出しバックアングル（1月13日、マルクス兄弟）
- フェラコレ2007冬SP（1月13日、隼エージェンシー）
- 不埒な家族 一章（1月17日、JFC）
- 熟女トランス1月19日、ドグマ）
- 癒らし。〜大人のレン来 VOL.9〜（1月19日、アウダースジャパン）
- 巨乳上司!（1月20日、V&S）
- 人妻のオナニー なでしこ24人の本気・生オナニー（1月26日、Nadeshiko（なでしこ））
- 禁断介護 4 〜叔父と姪の性〜（2月1日、グローリークエスト）
- フデオロシスト（2月8日、タカラ映像）
- NO.1美女軍団 女教師 中出し20連発 スペシャル（2月8日、アイエナジー）
- こだわりの手コキ 4時間SP 3 40人のハンドメイド（2月10日、隼エージェンシー）
- 美熟女Venus port（2月16日、マキシング）
- 熟雌女anthology #018 「熟女の口はもっと嘘をつく。」（2月16日、アウダースジャパン）
- 中出し妻（2月19日、BRAVO）
- Hなオッパイしか見たくない（3月1日、ワンズファクトリー）
- 人妻の情事 VII 夫以外の男に中出しされた妻たち（3月10日、隼エージェンシー）
- 風間ゆみを拘束電マ痙攣潮吹き連続アクメ中出し HARD CORE MANIAX（3月13日、カルマ）
- 極上手コキ Vol.2（3月19日、BRAVO）
- 性感家庭教師 中出し20連発（3月22日、アイエナジー）
- 人妻ロワイアル（3月23日、TMA）
- 巨乳人妻淫猥ペット（3月25日、マドンナ）
- 絶対中出し出来る痴女クリニック（4月13日、マルクス兄弟）
- キスマニアVol.2（4月19日、BRAVO）
- 中出しされた美人女医（4月20日、Nadeshiko）
- むっちりローション（4月27日、I.B.WORKS）
- 輪姦生中出し20連発（5月1日、ワンズファクトリー）
- 義母 ゆみ（5月13日、溜池ゴロー）
- 乳首の弱いカノジョと僕が、互いに乳首を責めあいました。撮り下ろし×THE4時間（5月15日、ワープエンタテインメント）
- 人妻の巨尻に埋もれたい2（5月25日、しのだプロジェクト）
- 【AV女優の美熟女・お姉さんが素人くんとエッチなこと!】巨乳お姉さまにおまかせ（5月25日、P☆MAX）
- Glamorous Woman（6月1日、MOODYZ）
- 人妻萌えレオタード（6月13日、マルクス兄弟）
- 温浴マッサージサロン《風間亭》（6月13日、アロマ企画）
- M男の僕は… ムチムチの痴熟女達に嫌になるほど責め続けられたい（6月15日、映天）
- 背徳愉悦 近親相姦こき（6月19日、桃太郎映像出版）
- 抜きまくる人妻たち vol.2 美しい人妻30人のフェラ&手こき（6月19日、BRAVO）
- FACE 99（6月22日、アウダースジャパン）
- 催眠 赤 #29 陵辱催眠SP（6月22日、アウダースジャパン）
- Glam Mode（6月26日、デジタルアーク）
- the 義母図鑑（7月1日、ワンズファクトリー）
- 淫乱病棟 女医ゆみが持つ変態願望（7月5日、WOMAN）
- 屈辱人妻強姦SEX 180minutes（7月6日、GLAY'z）
- バイブ白書M（7月7日、AVS）
- 催眠 赤 DX V 〜ドキュメント編〜（7月20日、アウダースジャパン）
- 催眠 赤 DX V 〜TSmc編〜（7月20日、アウダースジャパン）
- 催眠 赤 DX V 〜スーパーコンプリート編〜（7月20日、アウダースジャパン）
- 手コキ流儀 vol.1（7月20日、U&K）
- ドキッ!熟女だらけの水泳大会（7月25日、マドンナ）
- ビューティフル・ミセス240分 2（7月27日、タイガーマイスターズ）
- 集団電マ責め 無限イカせ中出しFUCK（8月1日、ワンズファクトリー）
- 超巨乳AMAZING BEST4時間（8月1日、NIRVANA）
- セレブ妻不倫リポート VOL.13（8月10日、プレステージ）
- 32人の乳もみインタビュー 4時間（8月10日、TMA）
- 美しき痴熟女バコバコ乱交（8月13日、マルクス兄弟）
- みるスポ!（8月19日、みるきぃぷりん♪）
- 「飼育の虜」 変態マゾ男とペニバン女 【第二章】（8月24日、U&K）
- 妖艶おんな愛戯 熟れた秘唇のぬめり（8月25日、マドンナ）
- 不倫 インケイジュ（9月5日、ワープエンタテインメント）
- 新・母子相姦遊戯 母と娘 #7（9月5日、グローバルメディア）
- 極乳3姉妹（9月7日、プレミアム）
- 女神の手 〜豪華熟姫達の手コキ三昧〜（9月7日、ZONE）
- スペルマヴァンパイア volume.03（9月21日、U&K）
- 極上美熟女 最高の筆おろし! 9（9月25日、マドンナ）
- デカパイデカ尻ソープ嬢（10月1日、ワンズファクトリー）
- 病みつきオナニー 9（10月5日、U&K）
- 窒息圧迫!顔騎悦楽（10月7日 ZONE）
- 熟女レズ エロマゾふたなり女流作家（10月10日、グローバルメディア）
- 独占!!風間ゆみ（10月12日、クリスタル映像）
- 義母奴隷（10月13日、溜池ゴロー）
- もしも…こ〜んなエロい継母がウチにやって来たら?（10月13日、カルマ）
- 悶絶オナニー電動按摩器トランス（10月13日、マルクス兄弟）
- チ●ポは自分でシゴきますから、それ以外の「接吻」とか「乳首責め」とか「亀頭チロチロ舐め」とかのお手伝いは、ぜ〜んぶお姉さんがシテ下さい。（10月15日、ワープエンタテインメント）
- 塀の中の懲りない熟女たち 熟女専門マドンナ刑務所（10月25日、マドンナ）
- 巨乳Fカップ女帝、降臨!!（11月1日、ANIMALIJO）
- 極道の女 美人組長 公開凌辱処刑（11月7日、アタッカーズ）
- 変態恥療院 3（11月10日、クリスタル映像）
- 同性愛ペニバン同好会（11月13日、マルクス兄弟）
- 女権（乱）用 痴女ライフを満喫している3人の物語（11月15日、グローリークエスト）
- 学校の変態女（11月19日、ドグマ）
- 僕のおばさん（11月25日、マドンナ）
- 彼女の母（12月1日、アカデミック） ※AVグランプリ2008 マニアステージ エントリー作品
- 美熟女たちに問答無用に犯されたい（12月1日、AVS）
- ドS痴女ダブルマッサージサロン（12月1日、ワンズファクトリー）
- フェロモンマダム エクストラ（12月7日、クリスタル映像）
- キモ男に犯される女社長（12月13日、マルクス兄弟）
- 義母の匂い（12月13日、溜池ゴロー）
- ノーモザイク 熟 おまんこ（12月13日、カルマ）
- 中出し人妻暴行 膣（なか）に注ぎ込んでやる、覚悟しな!3時間（12月15日、ビッグモーカル）
- 溺愛ママ（12月19日、ドグマ）
- 巨乳レズビアン全身パイズリエクスタシー（12月19日、クロス）
- 美熟女生保レディー生中出し（12月20日、スターパラダイス）
- 妖艶旅館女将 溢れる花蜜の誘惑（12月20日、スターパラダイス）
- 嗜虐のインセックス（12月21日、h.m.p）
- 中出し人妻不倫旅行 淫悦旅情4時間（12月25日、ビッグモーカル）
- こちらマドンナ独身寮・ただいま満室 巨乳寮母がチンポのお世話もいたします!（12月25日、マドンナ）

- エロスの宇宙（1月1日、MOODYZ）
- 巨乳人妻淫乱陵辱（1月11日、ソルト・ペッパー）
- E-BODY（1月13日、E-BODY）
- OFF REC（オフレコ）（1月16日、マキシング）
- 巨乳淫乱わがまま変態マゾ奥様と、召抱えられた丁寧淫語で性感御奉仕サディストメイド（1月19日、クロス）
- 美熟女ソープ壺姫御殿（1月25日、マドンナ）
- なま中出し巨乳ママ（2月1日、ワンズファクトリー）
- ブティックホテル 女教師密室コレクション（2月1日、AVS）
- 盗撮マンション管理人日誌 2 〜中出し（裏）規約〜（2月7日、グローリークエスト）
- 人妻の履歴書 第3章 凍りつく10人の人妻たち（2月9日 隼エージェンシー）
- イカせ痴漢トランス（2月13日、マルクス兄弟）
- もしもアナタが…こ〜んなエロいおネェさまたちが住む集合住宅に引っ越したら?（3月13日、カルマ）
- Lの女達（3月18日 グラフィティジャパン）
- トリプル貪欲アクメボディー タチネコローテーション式レズビアン（3月19日、アンナと花子）
- 借金妻のパートタイムセックス（3月25日、ながえスタイル）
- マドンナ学園5 〜教師と生徒・色欲の卒業式〜（3月25日、マドンナ）
- お金のないエロ姉妹が始めたマッサージ屋さん（3月25日、アロマ企画）
- 欲求不満の管理人さんのいる独身寮（4月1日、ワンズファクトリー）
- 見つめられたまましゃぶられてイってしまった僕（4月1日、ワンズファクトリー）
- 熟女犬ユミ（4月1日、溜池ゴロー）
- 近親相姦 生みの母と育ての母、二人と禁断の肉体関係を結んだ息子（4月3日、グローリークエスト）
- 匂いたつパンストの誘惑 〜美熟女OLゆみの肉感的美脚〜（4月7日、マドンナ）
- 爆乳レズビアン（4月13日、MOODYZ）
- 恩師の妻（4月18日、グラフィティジャパン）
- 私のお母さんは巨乳で変態いぢめられっこ（4月19日、アンナと花子）
- 大人の手コキ 〜ごほうび潮吹きマンコ〜（4月25日、しのだプロジェクト）
- アブノーマルレズ ネコとタチ（4月25日、ながえスタイル）
- 欲求爆発!やられたい妻たち（4月25日、ながえスタイル）
- 巨乳温泉コンパニオン 4（5月8日、V&Rプロダクツ）
- 憧れの姉さんがお掃除フェラしてくれました。（5月13日、マルクス兄弟）
- 淫乱エロレズ喰い込み温泉LOVE×2デート（5月19日、クロス）
- パイパン大好きロリコン美熟女二人組み、巨乳で責め寄る淫乱サンドウィッチ同性愛（5月19日、アンナと花子）
- S級単体女優が赤ちゃんになる薬草を撮影現場で使っちゃいました☆（5月22日、SODクリエイト）
- SODハーレム学園 THE SUPER HARD 潮吹き&失禁&痴女&レズ&中出し&大乱交SPECIAL（5月22日、SODクリエイト）
- 待ったなし!ガチエロ2008（5月25日、しのだプロジェクト）
- 息子のムスコとママの秘部2 淫乱義母とスケベな息子の淫らな関係!!（5月29日、イエローボックス）
- 近親相姦 お母さんの美尻（6月1日、ワンズファクトリー）
- パイズリは狭射だよな!（6月1日、ワンズファクトリー）
- 騎乗位美尻妻（6月1日、V（ヴィ））
- 夫の目の前で犯されて- 糟糠の妻…（6月7日、アタッカーズ）
- 僕の上司はツンデレ痴女 大学病院医局部編（6月13日、マルクス兄弟）
- プチ裸出 VOL.10（6月19日、ナチュラルハイ）
- 巨乳淫乱オフィスレディー（6月19日、イエロー）
- 野外で悶える淫らな巨乳（6月25日、マドンナ）
- 淫乱義母物語 熟女の花園（6月25日、グラフィティジャパン）
- 私を嫉妬させてください… 愛妻ダッチワイフ3（6月25日、ながえスタイル）
- 私、中に出されてしまいました。肉体強要（6月25日、ながえスタイル）
- 騎乗位好きによる騎乗位好きの為の騎乗位ビデオ 完全撮り卸しVIRTUAL主観（7月13日、カルマ）
- 手コキでベロちゅ〜3（7月19日、イエロー）他多数出演
- 美乳美熟女 Lの新世界（7月25日、グラフィティジャパン）
- 美顔（8月1日、溜池ゴロー）
- 美熟女レズビアン 〜濡れて咲く禁断の花びら〜（8月7日、マドンナ）
- ベロベロ接吻と猥褻淫語と寸止め手コキ（8月13日、マルクス兄弟）
- ロリっ娘パイパン美少女学園（8月19日、イエロー）
- 脱ぎたてホクホクパンティー手コキ&フェラ（8月19日、イエロー）
- 痴女覚醒。（8月20日、スピンオフ）
- ピタ透け巨乳マニアックス（9月1日、ワンズファクトリー）
- 挑発潮吹き痴女と癒しの巨乳痴女のザーメン搾り（9月1日、ワンズファクトリー）
- ANIMALIJO 美熟女6人の濃厚セックス4時間 2（9月1日、ANIMALIJO）
- 叔母と過ごした夏休み（9月1日、溜池ゴロー）
- 拘束×強制イラマ×口内射精（9月13日、マルクス兄弟）
- 近親●姦 息子の子供をも身ごもって（9月16日、マキシング）
- 大沢佑香のマンコとアナルを風間ゆみがイカセまくり、大量浣腸&大量潮吹き同時噴出絶頂アクメ（9月19日、アンナと花子）
- 彼女の母 彼女の姉（9月26日、グラフィティジャパン）
- ふしだら妻（10月1日、溜池ゴロー）
- 窒息顔騎と絞めつけ騎乗位（10月1日、ワンズファクトリー）
- 秘密の最高級癒し空間 爆乳親子ソープ（11月1日、V（ヴィ））
- 競泳水着 LOVERS（11月1日、AVS）
- 巨乳人妻町内会（11月19日、イエロー）
- 官能小説朗読オナニ〜 4（11月19日、イエロー）
- 南の島の爆乳裸族三姉妹（11月22日、アンナと花子）※AVグランプリ2009 エントリー作品
- CDAV カウントダウンAV 〜豪華女優の極上猥褻プレイランキング8時間SP〜（12月1日、ワンズファクトリー）※総集編 撮りおろしシーンあり
- 人妻暴行日記（12月13日、溜池ゴロー）
- 二穴M女とダブル痴女、性器肛門イカせまくりトリプルFUCKレズビアン（12月19日、アンナと花子）
- ムッチリ美熟女ハミ出し水着（12月25日、マドンナ）

- 連続搾精W痴女 〜金玉がからっぽになるまで抜きまくられる〜（1月1日、ワンズファクトリー）
- 接吻や乳首を舐められながら手コキされた僕。 4（1月1日、ワンズファクトリー）
- 新春マドンナスペシャル 爆乳美熟女姫始め 〜ハッピー乳イヤ〜ん〜（1月7日、マドンナ）
- 風間ゆみがソープランド嬢だったら 〜人妻が旦那に秘密でアルバイト〜（1月13日、溜池ゴロー）
- 夢の一夫多妻（1月13日、MOODYZ）
- 巨乳痴女お姉さん風間ゆみの美人竿ありニューハーフ性感説教男のちんぽの使い方（1月19日、クロス）
- 働くおばちゃんの淫らな労働汁 2（1月25日、スターパラダイス）
- 義母姦淫奴隷 裏切りの恥辱遊戯（2月25日、マドンナ）
- 人妻奴隷 夫の目の前で…（3月1日、溜池ゴロー）
- マジックミラー号 超ゴージャス!濃密美熟女逆ナンパ 横浜みなとみらい編（3月5日、ディープス）
- 夫の友人（3月7日、マドンナ）
- 透けるエロスカートの義母さん（3月13日、マルクス兄弟）
- 裏エロスの宇宙（3月13日、MOODYZ）
- ちんぐり返しアナル舐め手コキ2（3月19日、イエロー）
- 近親愛（3月25日、あたご屋）
- 部長の奥さんがどすけべすぎて（4月2日、タカラ映像）
- お掃除おばさん（4月13日、溜池ゴロー）
- スクール水着ローションパイズリ（4月19日、イエロー）
- 奴隷城（5月7日、アタッカーズ）
- 女上司 ゆみ（5月13日、溜池ゴロー）
- 熟・薬漬けマンコ 全身クリトリス・淫乱パーティ（5月19日、ドグマ）
- 悶絶美熟女の卑猥な日常 コンビニエンスストアの巨乳パート妻、ゆみの場合（5月25日、マドンナ）
- 人気美熟女5人VS特別ご招待ユーザー様10人 混浴露天風呂ファン感謝祭（生）大乱交（6月4日、ROCKET）
- 風間ゆみと夢のようなセックスしてみませんか?（6月7日、マドンナ）
- センズリふたなり熟女（6月10日、グローバルメディアエンタテインメント）
- 女教師集団中出し痴漢バス（6月13日、マルクス兄弟）
- 熟★ザイル（6月19日、ROOKIE）
- 熟オナニー・パラノイア（6月19日、ドグマ）
- 黒タイツが似合う美脚H秘書（8月13日、マルクス兄弟）
- アパートの人妻（9月13日、溜池ゴロー）
- 社長秘書はインテリ痴女（10月1日、ワンズファクトリー）
- 農村の母（10月25日、マドンナ）
- むちむち熟女妄想 〜女教師顔面騎乗〜（11月5日、タカラ映像）
- 夫に痴態を晒す妻（11月13日、溜池ゴロー）
- レズビアン独身寮（11月19日、アンナと花子）
- ノーブラ義母凌辱（12月7日、マドンナ）

- 風間喪主のお尻の件で。（1月2日、タカラ映像）
- 近親相姦 嫉妬狂いの美尻母（2月19日、VENUS）
- 街行く美熟女限定! 過激でHなレズナンパ 2（4月1日、ヴィ）
- 張り型チンポ自慰 05（5月1日、ワンズファクトリー）
- 友人の妻はドスケベ家庭教師（5月1日、VENUS）
- 夫の前で調教して下さい（5月7日、マドンナ）
- ミニスカを強要されし義母（5月20日、タカラ映像）
- エスカレートしすぎる熟女5人、あなたの自宅に突撃訪問。2 （6月11日、プレステージ）
- 夫に騙された貞淑妻（6月13日、溜池ゴロー）
- 美尻奥さま騎乗位狂い（7月1日、タカラ映像）
- 増刊激烈美熟女Vol.1 風間ゆみ 淫乱熟女の劇画的SEXと淫語（7月7日、マドンナ）
- S級熟女としてみませんか（8月1日、VENUS）
- 近親相姦 巨尻母スワッピング（8月25日、マドンナ）
- 巨乳姉妹の妄想ダイエット（9月7日、マドンナ）
- 海女 くいこむ褌、ぬめる秘貝（10月7日、マドンナ）
- エロ上戸（10月7日、タカラ映像）
- 鬼フェラ地獄 Director’s cut 03 〜ハメチオ乱交編〜（11月12日、レアル・ワークス）
- 尻肉にカキコされし部長（12月2日、タカラ映像）

- 近親相姦 エロ尻母（1月1日、VENUS）
- ストリップ劇場で舞う母（1月25日、マドンナ）
- きら★めき マドンナ戦士 スターエンジェル ゆみ&めぐる ~ゴールデンボールを集めてデビルトロンを倒せ!~（3月25日、マドンナ）
- 風間ゆみの鬼コキ!! ド淫語で叱られ手篭めにされちゃった僕。（4月1日、VENUS）
- うんこ座りピストン婦人（4月21日、タカラ映像）
- 美熟女ハスラー 〜ムチムチ巨乳妻のハミ出しブレイクショット〜（5月7日、マドンナ）
- 女の旅湯「伊豆北川温泉編」（7月29日、オルスタックピクチャーズ）

- 熟ブルマー（1月7日、V&Rプロダクツ）
- 美熟痴女の温泉ツアー （7月25日、美）

- 人妻レズ美アン 6（1月1日、U＆K）
- 巨尻タイトスカート 透けた魅惑のパンティライン（1月1日、Fitch）
- 真・美熟女性交（1月1日、lemix/妄想族）
- プレミアムぽちゃ娘 NO.008（B110-Jカップ）（1月7日、ぽちゃぷり/妄想族）
- 艶々原作長編コミック実写化!! たとえば母がI コミック1・2巻分を特大収録!!（1月7日、マドンナ）
- 非日常的悶絶遊戯 学生時代の家庭教師とのセックスの回想、ゆみの場合（1月13日、AVS collector’s）
- 美熟姉妹中出し愛 不貞な妹・風間ゆみが姉・愛川咲樹の家庭を色仕掛けで乗っ取る濃厚ベロキス二股快楽SEX絶頂生中出し!（1月13日、セレブの友）
- 人妻露出（1月25日、セブン）
- 真・美熟女性交（2月1日、lemix/妄想族）
- 艶々原作長編コミック実写化!! たとえば母がII コミック3・4巻分が収録された第二弾!!（2月7日、マドンナ）
- 金持ちマダムにレズ快楽を仕込まれた美人OL 多額の借金を抱えた父親にハメられ生中出しされ勝手に売られた哀しきレズペット真性レズビアン調教（2月13日、セレブの友）
- 娘のアナルを調教する母（2月25日、ダスッ!）
- 嗜虐のインセックス（3月1日、h.m.p）
- 若妻牝レイプ 食べ頃な獲物たち…5（3月7日、アタッカーズ）
- 艶々原作長編コミック実写化!! たとえば母がIII コミック5・6巻を収録した感動の最終巻!!（3月7日、マドンナ）
- 友人の母（3月13日、溜池ゴロー）
- SEXの温度 〜再会編〜（3月19日、Milf/妄想族）
- 無言痴姦 旦那の部下に誘われて…（3月25日、STAR PARADISE）
- 大量射精しながらイキまくる超デカチン爆乳ふたなり乱交（3月25日、ダスッ!）
- 羞恥 野外腰砕け 激ヤバ・ビッグバンローターをマ○コに入れて 潮吹きアクメデート 3（5月9日、サディスティックヴィレッジ）
- S県T市在住の匿名さんからのおハガキです。 うちの町内会の新しい会長があのAV女優の風間ゆみさんにすごく似ている気がします（5月23日、DEEP'S）
- 下宿人未亡人（7月5日 オルガ）
- 下半身に人格無し（10月10日、FAプロ）

- 風間ゆみが本性さらす不倫旅（2月20日、ブレスト）
- 風間ゆみ先生のスパルタ下半身クリニック（3月5日、フリーダム/ジャパン）
- レズレイパー（4月10日、LADY × LADY）
- 競泳水着 顔面騎乗（5月5日、フリーダム/ジャパン）
- 熟シャッ! 熟女を溺愛するカタチ（7月5日、ワープエンタテインメント）
- ワキ毛で誘惑する中古車屋のセールスウーマン 成約率100%ワキ毛痴女の本番セックス営業（11月13日、セレブの友）
- 銀粉奴隷ソープ （11月20日、 バミューダ）

- 憧れのセクシー過ぎる美人ママは魅力的過ぎるムチムチ悩殺ボディーで勃起した肉棒を自ら咥え込む（3月19日、 GARCON）
- ピストンしまくる息子に優しく教える母（3月19日、ABC/妄想族）
- 家にやって来た息子の友達と…。（3月25日、Madonna）
- 縄酔い人妻 肉奴隷契約（4月13日、AVS collector’s）
- ガンギマリ媚薬失禁アクメ（4月13日、MARX）
- エロ餓鬼三兄弟のダークなお仕置き 巨乳義母いじめ（4月13日、VENUS）
- 上からまたがり男を犯す 爆乳騎乗位ボンデージ（5月1日、Fitch）
- 背徳の兄嫁 ～義弟の強引な和姦に堕ちていく人妻～（5月7日、Madonna）
- 淋しんぼ母さん 過剰な愛情欲情セックス（5月14日、センタービレッジ）
- 巨根中出し 快楽に狂い悶える母（5月19日、ABC/妄想族）
- 人間廃業催眠緊縛 洗脳中出し肉便器（5月22日、ケイ・エム・プロデュース）
- おとんとおかん 2 見上げたもんだよ人情下町 人肌の温もりが夫婦の愛を深める夢一夜（5月25日、セレブの友）
- 壮快ZコラボDVD 性力アップ術Z vol.2 死ぬまでセックス（5月25日、性力）
- 近所で評判の巨乳母と息子の心と体が入れ替わり（6月6日、ROCKET）
- 夫に飲ませる為の超強力勃起薬を間違えて隣の息子に飲ませてしまった人妻（6月7日、Madonna）
- もしも… いまさら風間ゆみが人気の素人妻隠し撮り企画に出演したら（6月11日、センタービレッジ）
- 隣の奥さんは 連続絶頂ランジェリーナ（6月13日、VENUS）
- 淫乱団地妻 巨乳妻がノーブラハミマンで誘惑する自宅ヨガ教室（6月19日、乱丸）
- 愛ある性治家 心の底から感じる本気セックスで日本の少子化問題を解決… 赤ちゃんが欲しいの（6月25日、セレブの友）
- ママ奴隷（7月1日、シネマジック）
- 極悪ショタ 中出し輪姦 美人巨乳寮母編（7月23日、アイエナジー）
- 憧れのゴージャス過ぎる美熟女はムチムチSEXYボディーで魔性の女 カリスマ女社長（7月23日、SOSORU）
- 即ハメ!! 8（人気熟女崩壊編） 台本ナシ! 編集ナシ! ガチンコ一本勝負!! レジェンド熟女優イキ狂い完全崩壊15絶頂6射精!!（7月25日、セレブの友）
- 子宮が疼く女教師が連続中出しさせてくれる強制勃起テクニック（8月1日、Fitch）
- 発情4SEX 完全撮り下ろし!! 痙攣が止まらないガチイキSEX! 渇くヒマ無し連続絶頂28回!!（8月13日、セレブの友）
- 父さんが戻ってくるまであと1分!! 突如ムラムラしてきちゃった母と息子の抑えきれない猛烈交尾!!（8月13日、センタービレッジ）
- SUPER JUICY はま KURI 栗 ANOTHERS 第六幕 ～母性に満ちた女教師～（8月25日、BabyEntertainment）
- 学校では厳しい担任教師、家では優しい淫乱母。（9月1日、VENUS）
- 娘のセックスに発情した母が…（9月7日、Madonna）
- 僕の母はノーパン喫茶の女店長 愛し合う母子が近親相姦にならない理由（9月13日、セレブの友）
- 青空失禁!! おもらし母（9月17日、センタービレッジ）
- 妖艶な女看守の熟尻射精管理（10月1日、Fitch）
- 上司の奥さんに誘惑されて…（10月7日、Madonna）
- じっくりゆっくり 快感でおかしくなっても続ける母と息子の性教育（10月13日、VENUS）
- 近親相姦 爆乳風呂（10月22日、センタービレッジ）
- 風間ゆみフィスト解禁! 恥辱の人妻フィスト調教 ～拳の快感に貫かれた美熟女の操～（11月7日、Madonna）
- 鬼パイズリ地獄（11月13日、ケイ・エム・プロデュース）
- 寄生妻（11月13日、セレブの友）
- 禁断相姦 母子中出し性交（11月13日、VENUS）
- イッてもイッても終わらない近親相姦限界突破昇りつめセックス（11月26日、センタービレッジ）
- 潜入捜査官 残虐中出しイキ地獄（12月1日、CORE）
- 風間ゆみの強烈淫語AV（12月8日、ドグマ）
- 風間ゆみさんのむっちむちなお尻があまりにもエロ過ぎて…我慢出来ずに思わず挿入しちゃいました。（12月8日、カルマ）
- 親族相姦 きれいな叔母さん（12月13日、VENUS）
- 五感封じSEX!（12月25日、セレブの友）
- 卑猥な匂い漂う肉感熟女のグイ込みレオタード（12月25日、AVS collector’s）
- 母、逃げる!! デカ尻パンチラに欲情して後ろから襲いかかる息子。（12月31日、センタービレッジ）

- 馬用興奮剤を飲んだ男女が中出しぐちょぐちょ種付けSEX（1月8日、ケイ・エム・プロデュース）
- 淫らに乱れる（1月13日、セレブの友）
- 友人の母は裸族（1月13日、溜池ゴロー）
- ハネ腰! 爆イキ! 必ず潮吹く痙攣出張エステ（1月13日、VENUS）
- 暴発寸前! 卑猥な体で男を責めるメガネ熟女の寸止め焦らしテクニック（1月25日、AVS collector’s）
- 貞操帯のカギを握る女（2月1日、PRESTIGE）
- バツ2の不貞妻 4（2月25日、セレブの友）
- 友達の母親 ～最終章～（3月3日、センタービレッジ）
- 処女（3月19日、VENUS）
- 魅惑のキャラチェン七変化3（3月25日、セレブの友）
- 密着ホールド中出し不回避! 妊娠おねだり淫語お姉さん（4月19日、乱丸）
- 調教される母 ―綺麗になりたくて―（4月25日、グローバルメディアエンタテインメント）
- 女上司の誘惑（4月25日、マドンナ）
- エステで火照る生姦妻（5月6日、光夜蝶）
- 父が出かけて2秒でセックスする母と息子（5月7日、VENUS）
- 禁欲10日目の媚薬（5月25日、セレブの友）
- どんな屈辱を受けても、私は夫を愛せると思っていた。（5月25日、マドンナ）
- 生姦謝罪（6月13日、ANNEX）
- 淫ら義母の誘惑 3（6月25日、セレブの友）
- はだかの主婦 横浜市在住 風間ゆみ (37)（7月1日、プラネットプラス）
- 親友のお母さんは童貞キラー☆（7月13日、VENUS）
- 兄嫁と義弟のヒミツの関係（7月22日、人妻花園劇場）
- 貴方だけを見つめ続ける淫語中出しソープ（8月1日、Fitch）
- 母子姦（8月4日、グローリークエスト）
- 嫁のゆみと僕のラブラブ子作り生活（8月13日、VENUS）
- イチャLOVEデート3 世界で1番大切な風間ゆみ（8月25日、セレブの友）
- もしも…「風間ゆみ」が○○だったら…。（9月1日、プラネットプラス）
- 僕のねとられ話しを聞いてほしい 豊胸エステでパイオツを揉まれまくって寝盗られた妻（9月7日、JET映像）
- 浪人生の僕は父の弟である叔父夫婦の家に居候して肩身の狭い思いをしていたが、多忙な叔父のせいで欲求不満の叔母は僕がAVマニアだと知ると部屋にやってきて「スケベなの見せてよ」となんとAV鑑賞! マ○コをびっちょり濡らして僕に飛び乗ってきた…（9月13日、VENUS）
- 逝きたいのに逝かせてもらえない寸止めからの絶頂マ●コ破壊（9月16日、MAXING）
- 近所のませガキどもに拘束されて犯されて…性玩具となった人妻（9月25日、マドンナ）
- 近親金縛り相姦（10月13日、VENUS）
- 訪問診察女医 2（10月25日、セレブの友）
- 母子交尾 ～越後中里路～（11月7日、ルビー）
- 母親の再婚 僕の親友と結婚した母（11月13日、VENUS）
- 妻が夫の留守中に若いイケメンを家に連れ込む3日間 ～丁寧な愛撫でトコトン楽しみイった後も結合したまま抱き合って繰り返しセックス～（12月19日、VENUS）
- AV女優20年目の挑戦!! 風間ゆみ 本気の真正中出し20発!!（12月25日、マドンナ）
- やらしく責める母と悶える息子 ～それをただ静かに盗み見る父～（12月29日、センタービレッジ）

- 絶頂と同時にアナルがヒクつくびしょ濡れデカ尻ファック（1月7日、Fitch）
- 妻失格2（1月13日、セレブの友）
- 妻からの寝取られビデオレター（1月27日、人妻花園劇場）
- お女将さん（2月7日、ルビー）
- パックリまるみえ! 美アナル全開まんぐり義母（2月13日、VENUS）
- 報復の緊縛インモラル（2月20日、S&Mスナイパー）
- AV女優禁止（2月25日、セレブの友）
- 種搾りプレスで患者の性処理をする中出し淫尻ナース（3月1日、乱丸）
- 中出しのできる人妻回春性感エステ（3月13日、VENUS）
- 近親相汗 「火照る肉体、蒸れた子宮、ガマンできない親子の本能」（4月19日、VENUS）
- 夫の上司に犯され続けて7日目、私は理性を失った…。（4月25日、マドンナ）
- 母親なら息子のチ●コ当ててみろ!! 嗅いで触って舐めているうちに初めて遭遇した息子の友達のデカいチ●コに興奮してしまいおしゃぶりごっくん中出し（5月7日、VENUS）
- お義母さん、にょっ女房よりずっといいよ… だって風間だよ～（5月25日、タカラ映像）
- 声を出せずに堕ちた私 ―夫まで距離1メートル未満の喘ぎ我慢―（6月1日、マドンナ）
- 僕が愛したリアルダッチドール（6月13日、セレブの友）
- 巨乳妻が仰け反り絶頂を繰り返すミルクライン開発凄腕サロン（6月13日、Fitch）
- 母の親友（6月19日、VENUS）
- ダメ夫をパートで支える欲求不満妻が乱れる…（6月25日、h.m.p）
- 熟れた肉体をフル活用して男性客のスケベな要望に100％応えるホテル噂の熟女フロント係（6月29日、センタービレッジ）
- Twit○erで募集したファンの要望を撮影してみた7（7月13日、セレブの友）
- おやじが性転換したら。。風間ゆみ!?（7月27日、タカラ映像）
- 夫を裏切った代償 ～不倫をネタに部下に犯された爆乳女社長～（7月28日、人妻花園劇場）
- 女ひとり旅 童貞狩り（8月7日、ルビー）
- 見つかっても止まらない! 奥さんにバレてからさらに盛り上がる修羅場のゲス不倫セックス（8月13日、VENUS）
- むっちりBODYのエステおばさんに連続孕ませさせられました（8月19日、ドグマ）
- 私の寝取らせ体験 他人の肉棒が大好きな妻を目の前で寝取って下さい。（9月14日、センタービレッジ）
- 私のことを何かとオバさん扱いしてくる生意気な息子の彼女。こっそり夜這いを仕掛けてレズ漬けにしてやろうと目論むがやってみたら意外と可愛くてこっちがドハマリ! その一部始終を覗き見ていた息子のチ○ポがギンギン勃起! 思わず嬉しくなった私は…（9月19日、VENUS）
- 豊満ハミ出しボディで誘惑するムチコス痴女の下品なマラ喰い（10月1日、Fitch）
- 友人の豊満爆乳ママに発情した暴走ショタの雌穴奴隷中出し調教計画（10月19日、Fitch）
- 夫の前で痴漢に絶頂（いか）された妻（10月19日、VENUS）
- 田舎の近親相姦 息子が母を犯す瞬間（10月25日、グローバルメディアエンターテイメント）
- 祝!! Madonna専属 風間ゆみ AV女優20周年 撮影前夜の記念パーティーで来賓者に隠れてAV撮影!! 更にお持ち帰り盗撮映像も流出!!（11月19日、マドンナ）
- Madonna専属第2弾!! 風間ゆみ福岡訪問 ヌキまくりファン感謝祭!!（12月13日、マドンナ）

- 風間ゆみデビュー20周年 AV集大成の4SEX（2月13日、セレブの友）[注 1]
- 扇情的な胸ポチとハミ乳で男を殺しまくるノーブラ巨乳妻（2月13日、VENUS）
- 代理出産の母（3月8日、タカラ映像）
- ノンストップ激イカせ腰ガクガクSEX!! 6（3月13日、セレブの友）
- じっくり甘えさせた後に激変! 言葉で僕を犯す変態淫語ママ（3月13日、Fitch）
- 母のおっぱいをわっしわし揉みながら中出しする近親相姦（3月13日、VENUS）
- はだかの訪問介護士（4月1日、プラネットプラス）
- クリトリスを刺激されっ放しでぶっ壊れる痙攣性交 爆乳過ぎる女性経営者・ゆみ（4月13日、Fitch）
- AV女優・風間ゆみが誕生するまでの物語（4月25日、セレブの友）
- 未亡人の義母と戯れて…（5月11日、なでしこ）
- 母娘遊戯（5月7日、アタッカーズ）
- ドスケベ母を満足させるイッた直後の敏感オマ○コを再び激突き! 速攻! 追い討ちピストンSEX（5月19日、VENUS）
- 302号の風間ゆみさん。（7月12日、タカラ映像）
- 感じすぎていっぱいおもらしごめんなさい… 11（7月25日、セレブの友）
- 催眠淫語カウンセラー 絶対拘束で自由を奪われ無理やり強制射精（9月1日、Fitch）
- 超優良! 生ハメしまくり熟女おっパブ（9月7日、VENUS）
- 声が出せない絶頂授業で10倍濡れる人妻教師（9月27日、センタービレッジ）
- 焦らしのスローピストンから猛烈騎乗位 デカ尻女上司（10月1日、Fitch）
- 卑猥語女（10月19日、MARRION）
- 巨乳巨尻の豊満ランジェリーナ（11月13日、セレブの友）
- 突然押しかけてきた嫁の姉さんに抜かれっぱなしの1泊2日（11月13日、VENUS）
- ママシ●タ実話（11月15日、グローリークエスト）
- スペンス乳腺開発クリニック（11月19日、OPPAI）
- 人妻捕鯨船 水着の三十路美熟女 大量潮吹きドキュメント（11月23日、グローバルメディア）
- 屈辱セクハラNTRドラマ 美しい部下の彼女 ～婚期を逃した豊満な女体～（11月25日、AVS collector’s）
- 【※驚愕中出し※】黒人オタクNTR ゲームクリエイターの私が作ったゲームの大ファンだという黒人の若者がアメリカからやって来ました。 彼はいわゆる『オタク』で日本のオタクカルチャーを見て回りたいらしく、妻に案内役を頼んだのですが…。 帰国した彼が忘れて行ったカメラにはとんでもない映像が映っていたのでkwskお話しします（11月25日、マドンナ）
- おっぱいで犯されたい無能な僕 超優秀なデカ乳女上司の逆セクハラ乳搾りプレス（12月1日、Fitch）
- 男をダメにする凄テク熟女の5SEX（12月13日、セレブの友）
- マドンナ15周年記念超大作!! ジャンボドリーム大共演!! 100億を拾った男と10人の美熟女 人生逆転ハーレム豪遊生活（12月25日、マドンナ）

- レズビアンに囚われた女潜入捜査官 Special ～裏製薬会社と繋がる人身売買組織 編～（1月7日、ビビアン）
- 信頼と実績のKAZAMA BRAND エロBODYがハンパない悶絶肉感美巨乳マダムの勝手に腰振りエビ反り痙攣がち交尾!!（1月13日、AVS collector’s）
- あん時のセフレは…友達の母親（1月17日、タカラ映像）
- 真夏のノーブラおっぱいで隣人を勃起させるやわらか巨乳奥さんに中出し（1月24日、センタービレッジ）
- 絶対的上から目線で爆乳痴女が淫語コントロール 射精を支配される究極主観JOI（2月1日、Fitch）
- 栄光からの転落… 100億の負債を背負った僕に降りかかった悲劇 ～10人の美熟女に犬として調教され続ける日々…。～（2月1日、マドンナ）※「AV OPEN 2018」人妻・熟女部門エントリー作品
- 熟女残虐中出し懲罰（2月22日、なでしこ）
- カザマを止めるな!（3月7日、ティーチャー/妄想族）
- 文学系の母親が息子の友達を抵抗できないように拘束して中出しさせるじわじわねっちょり淫語たっぷりセックス（4月13日、VENUS）
- 義理の息子 うまなみにめろめろにされた義母（5月16日、タカラ映像）
- おもらし大好きです。ず～っとアナタを見つめながら淫語×挑発×快楽失禁SEX 何度イッても何度おもらししてもずっとずっとカメラ目線でイキまくります。（5月25日、セレブの友）
- おっぱいプレス情交 ケガをして動けない僕の性処理を母さんの友達にお願いしたら中出しできた（5月30日、センタービレッジ）
- 妻の女友達に狙われた僕は中出しを拒めない（6月13日、VENUS）
- 酒豪の風間ゆみを本気で酔わせてみる 1日呑んだくれAVドキュメント!（6月25日、セレブの友）
- 嫁の母と禁断性交 其ノ七 お義母さん…女房よりもずっといいよ（6月28日、グローバルメディアエンタテインメント）
- 夫の不倫を知ったわたし...。熟れたわたしのアソコに想いを寄せる夫の同僚。大人の理性を狂わすのは女の嫉妬と、男の勃起したアレ...。（6月28日、キネマ座）
- 狂った理性 あなた許して…第一章（6月28日、ナタリー文庫）
- 彼女に内緒で彼女の母ともヤってます…（7月7日、JET映像）
- デカ乳デカ尻豊満熟女がチ○ポに跨がり下品なガニ股騎乗位で杭打ちピストン! 一度は体験してみたい超肉感のザーメン搾り騎乗位SEX（7月13日、セレブの友）
- いじわるご奉仕 癒しの巨尻ソープ嬢（7月19日、MARRION）
- 憧れの女教師と修学旅行 布団の中で隠れ身セックス（7月25日、マドンナ）
- 崩れてく親子愛（9月12日、タカラ映像）
- 全裸オーバーオールの人妻（10月7日、マドンナ）
- 待ちきれなくて 特別編（10月11日、NAGIRA）
- 女の口はエロス溢れる性器なり 神淫語 カウパー液がジワッと広がる大人の囁き（10月13日、AVS collector’s）
- 母親を自分のものにするために貞操帯をつけ無理矢理禁欲させる息子（10月13日、VENUS）
- アナタの前でレズらせて!（10月19日、レズれ!）
- 婚活中の男性に自信を持たせるために中出しセックスさせてくれる結婚相談所のおばさんコンサルタント「あなたを幸せにするお手伝いに参りました」（10月31日、センタービレッジ）
- はだかの奥様（11月19日、KSB企画/エマニエル）
- 真・異常性交 四十路母と子 其ノ四 寂しさを息子で満たす淫ら母（11月22日、グローバルメディアエンタテインメント）
- 年忘れだよ! 年末スペシャル 勉強仕事に疲れてウトウトしているととっても身近で信頼していたアノ女(ひと)が突然Hな悪戯!（12月19日、レズれ!）

- 隣の爆乳妻 泥●し部屋を間違え「ただいま～!」（1月1日、プラネットプラス）
- 寝取られおっぱいNTR 自慢の巨乳嫁が俺の友達に揉みまくられて中出しまでされていた（1月13日、VENUS）
- 読書中の無防備な爆乳お姉さんのおっぱいで遊んでたらSEXさせてくれた（1月16日、グローリークエスト）
- 一度きりの浮気のはずが…抱かれてはいけなかった夫の部下と裏切りの逢瀬（2月13日、VENUS）
- 母と息子の中出し性活。（3月12日、タカラ映像）
- 粘ピス義母痴漢 夫の連れ子に粘着質なスローピストンで深突きされて声を出せずに完堕ちした私（3月13日、VENUS）
- 搾精美熟女（3月25日、AVS collector’s）
- SNSでサクラと思っていた彼女の正体―。 極上セレブ妻に、三日三晩もてなされて。（3月25日、マドンナ）
- 嫉妬心に狂って不倫をしてしまった人妻たち―看護師長の夫を誘惑するナース（3月27日、人妻花園劇場）
- 嫉妬心に狂って不倫をしてしまった人妻たち 恋敵のナースを襲わせ旦那を寝取る看護師（4月24日、人妻花園劇場）
- 同窓会で久しぶりに元彼と再会した私は、夫が出張でいないこの3日間… 彼に中出しされて何度もイキました。（4月30日、センタービレッジ/楽園）
- 何度も何度でも射精させてあげる ～ゆみの部屋へようこそ～（5月15日、NAGIRA）
- 汗だく性欲まみれ! おばさん脱獄犯に強制中出しさせられた僕（5月19日、VENUS/女神）
- 嵐の夜、出張先に閉じ込められた女上司と二人きり（5月29日、グローバルメディアエンタテインメント）
- 「立派なオチ○ポしてるわね」 友達の母親は性欲モンスター! 童貞を奪われた僕（6月19日、VENUS/女神）
- 新・麗しの熟女湯屋 濃厚ねっとり高級ソープ（6月26日、グローバルメディアエンタテインメント）
- 溜池ゴロー専属スペシャル 寸止めイキ焦らしを30日間くり返されたムラムラ熟成41歳敏感ボディ！31日目、更に焦らして遂に撮れた女優人生一番の異常オーガズム性交（8月13日、溜池ゴロー）
- 欲求不満な団地妻と孕ませオヤジの汗だく濃厚中出し不倫（9月13日、溜池ゴロー）
- 超有名AV女優の愛人とNGなしでハメまくる非日常フルオプション中出し不倫（10月13日、溜池ゴロー）
- 愛妻交換 上司、後輩それぞれの妻が他人棒で燃えた交代制中出し4日間の記録。（11月13日、溜池ゴロー）共演:本真ゆり
- 今日は孕むまでナカに出して…（12月13日、溜池ゴロー）

- 元ヤリマンの叔母がエロすぎて超ガリ勉の甥っ子が性欲モンスター化！絶対に逃げられない抜かずの孕ませ超絶倫ホールド（1月13日、溜池ゴロー）
- レジェンド女優専属第一弾を飾る本格ドラマ！！ 幼い頃に遊んだ、憧れの’マドンナ’彼女が『風間ゆみ』さんと、大人になって初めて知った―。（3月7日、マドンナ）
- 肉感美熟女の伝道師が描く淫らな世界観を専属・風間ゆみで卑猥に実写化！！！ 原作・越山弱衰 噂の女 実写オリジナル筆下ろし＆4Pエピソードもたっぷり収録濃密4本番！！（4月7日、マドンナ）
- これは部下に厳しいムチムチ女上司にセクハラしたら怒られるどころかセックスまで出来た話です。（7月7日、マドンナ）
- 妻には口が裂けても言えません、義母さんを孕ませてしまったなんて…。-1泊2日の温泉旅行で、我を忘れて中出ししまくった僕。-（8月7日、マドンナ）
- 叶愛レズ解禁！！ レズを愛し、ビアンに溺れた私。 ～女を知り尽くした姑に揉みしだかれた嫁のKカップ～（9月28日、マドンナ）共演:叶愛
- 母の友人（10月12日、マドンナ）
- マジックミラーNTR 鏡越しに目撃した妻と同僚の衝撃的浮気映像（11月9日、マドンナ）
- 息子の友達の制御不能な絶倫交尾でイカされ続けて…（12月14日、マドンナ）

- ド田舎に里帰りしてきた僕は、暇を持て余す近所の絶倫奥様にず～っと連続搾精され続けて…。（1月11日、マドンナ）
- 「ねぇ？あなた、本当に童貞なの？」～童貞詐欺にイカされ続けた人妻～（2月8日、マドンナ）
- 卒業式の後に…大人になった君へ義母からの贈り物―。（3月8日、マドンナ）
- ヌードモデルNTR 上司と羞恥に溺れた妻の衝撃的浮気映像（4月12日、マドンナ）

#### 単体ベスト
- 風間ゆみの世界（11月1日、AVS collector’s）

- 風間ゆみの世界 Part.2（4月13日、AVS collector’s）

- THE 総集編 風間ゆみ 8時間（9月4日、クリスタル映像）
- 風間ゆみ Best 6本番（10月1日、お母さん.com/妄想族）
- 風間ゆみBEST 24時間コンプリートBOX（10月25日、セレブの友）

- 美熟女爆乳グラマラス 風間ゆみBEST8時間（2月1日、Fitch）
- 風間ゆみ ベストセラーBOX（4月25日、セレブの友）
- 風間ゆみ最高傑作BEST 4枚BOX（5月19日、婦人社/エマニエル）
- 風間ゆみ 極上映像4時間（11月19日、ルビー）
- 風間ゆみ BEST 4時間（11月25日、Mellow Moon）

- 風間ゆみBEST vol.1（1月5日、グローリークエスト）
- S級熟女コンプリートファイル 風間ゆみ6時間（1月13日、VENUS）
- 風間ゆみハイパーセレクション4時間（2月24日、おかず。）
- 丸ごと! 風間ゆみ12時間 ～元祖美熟女グラマラスの厳選濃密本番BEST～（7月25日、マドンナ）
- 風間ゆみ20時間ベスト（8月13日、セレブの友）
- 風間ゆみの世界 Part.3（9月25日、AVS collector’s）

- 風間ゆみ25時間42分ベストセラーBOX8枚組（1月13日、セレブの友）
- 風間ゆみベストセラーBOX Vol.2 23時間36分8枚組（6月13日、セレブの友）
- S級熟女コンプリートファイル 風間ゆみ 6時間 其之弐（8月7日、VENUS）
- 風間ゆみ SENSUAL BEST 16作品8時間（10月25日、センタービレッジ）

- 風間ゆみベストセラーBOX Vol.3 26時間39分8枚組（1月25日、セレブの友）
- まるっと! 風間ゆみ（5月1日、プラネットプラス/七狗留）
- 風間ゆみ まるごと完全収録1174分BEST（7月25日、セレブの友）
- S級熟女コンプリートファイル 風間ゆみ 6時間 其之参（9月19日、VENUS）

- とっておきの風間ゆみ BEST8時間（1月19日、B-hole/エマニエル）
- 風間ゆみThe Best 16時間 圧倒的グラマラス、ここに降臨―。（2月25日、マドンナ）
- S級熟女コンプリートファイル 風間ゆみ 6時間 其之四（4月13日、VENUS）
- 爆乳美熟女レジェンド 風間ゆみ16時間BEST（7月1日、Fitch）
- 風間ゆみベストセラーBOX vol.5 23時間40分8枚組（9月25日、セレブの友）
- まるまる! 風間ゆみ（10月9日、Nadeshiko）
- S級熟女コンプリートファイル 風間ゆみ 6時間 其之伍（11月7日、VENUS）

- 豊満美熟女の柔肉に包まれ射精三昧 風間ゆみ12時間BEST（3月1日、Fitch）

### VR
2016年
- Mr.ダンディの一発大量顔射（12月30日、KMPVR）
- 拘束M女に玩具責め（12月30日、KMPVR）
- 風間ゆみのストリップオナニーショー（12月30日、KMPVR）
- ボクは赤ちゃん 授乳パイズリ編（12月30日、KMPVR）
- ボクは赤ちゃん オムツ交換ママフェラ編（12月30日、KMPVR）
- ボクは赤ちゃん ママとSEX編（12月30日、KMPVR）
- 家事する奥さんにムラムラして中出しSEX（12月30日、KMPVR）

2017年
- VR 麗しの熟女湯屋 ねっとり和室恋人プレイ（5月29日、3D熟道）
- 女ハ男ヲ目デ犯ス ver.中出しふたり責め（8月1日、ワープエンタテインメント）
- 人妻花園劇場×AVVR 寝取り寝取られダブル不倫でスワッピングW中出しSEX（8月1日、人妻花園劇場）
- 美人ママの包まれ授乳パイズリ（10月27日、KMPVR）
- オムツ交換でママの温もりフェラ（10月27日、KMPVR）
- 包まれるような癒しママSEX（10月27日、KMPVR）
- 家事する奥さんに中出しSEX（10月27日、KMPVR）
- ストリップオナニー＆凄すぎる! 一発大量顔射（11月3日、KMPVR）
- 絶頂イカセ! 拘束玩具責め（11月3日、KMPVR）

2018年
- パンチラ挑発 欲情義母に筆下ろしSEXされちゃった僕、しかも中出し。（4月20日、AVVR）
- 平凡な毎日を過ごす僕。趣味なし、彼女なし、仕事普通のサラリーマン。今日も日課のAV鑑賞… んっ、なになに? あの大物女優とデート出来る券抽選1名、当たんないとお・も・う・けど、ポチッ。えーっ、早っその場で当たっちゃったyo!! これ仕込みじゃないよ…（12月20日、new girl）

2019年
- 【長尺】 町内対抗運動会の優勝祝いに参加したら近所の奥様方から活躍した御褒美にまさかまさかのエロハプニング!!（1月18日、MadonnaVR）

### イメージビデオ
- 艶裸（2011年7月14日、REbecca ）
- 妻美喰い（2012年1月30日、uganda）
- 熱帯熟女倶楽部（2012年5月30日、uganda）
- 湯けむりおっぱい（2012年9月28日、uganda）
- Yumi 夢幻（2017年10月19日、REbecca）
- Lover’s Day（2019年4月19日、ファインピクチャーズ）※Blu-ray同時発売

## 出演

### 映画
風間ゆみ 名義
- ノーパンしゃぶしゃぶ 下半身接待（1998年7月31日公開、監督:新田栄、製作:サカエ企画、配給:エクセス・フィルム）※オリジナルビデオ版は『下半身接待』（1999年7月22日、JUNK、『美人女将のナマ足 奥までしたたる』と共に収録）[7]

### オリジナルビデオ
風間ゆみ 名義
- 下半身接待（1999年7月22日、監督:新田栄・中村和愛、TMC）※2話のオムニバス[8]
- 催眠エクスタシー A女やE女たちの素顔（1999年8月23日、演出:太田圭祐、Mid Night（TMC））
- 巨乳淫乱上司！（2007年1月20日、監督:長谷川勝之、JP.COM）[9]
- 彼女の母 望郷編（2007年2月16日、監督:大寺俊吾、ビーエムドットスリー）[10]
- 実録 夫婦交換～熟女背徳スワップ～（2009年3月4日、監督:坂本太、プレミアムリップス）
- 人妻痴漢倶楽部 ～沙織・恥辱と魔性の狭間で～（2009年4月24日、監督:加藤義一、ケイエスエス）[11]
- 崖っぷちの妻たち 田中るみの場合 夫の趣味が…（209年12月22日、監督:小渕アキラ、オンリーハーツ）[12]
- 崖っぷちの妻たち 大沢昌美の場合 夫の部下と…（209年12月22日、監督:小渕アキラ、オンリーハーツ）[13]
- 崖っぷちの妻たち 久保麻紀の場合 隣のダンナと…（2010年4月23日、監督:小渕アキラ、オンリーハーツ）[14]
- 崖っぷちの妻たち 渡辺里美の場合 夫を盗られて…（2010年6月25日、監督:小渕アキラ、オンリーハーツ）[15]
- 崖っぷちの妻たち 佐藤詩織の場合 夫の正体は…（2010年8月27日、監督:小渕アキラ、オンリーハーツ）[16]
- 美熟女狂宴 風間ゆみ・艶堂しほり・友田真希（2010年11月3日、シネマファス）※「実録 夫婦交換/風間ゆみ」「人妻熟女講師/艶堂しほり」「義母の背徳日誌/友田真希」からお色気シーンを厳選収録
- 最も危険な情事 ～ハード・バージョン～（2011年6月3日、監督:坂本太、マクザム）[17]
- 風間ゆみの母娘丼（2011年6月3日、監督:坂本太、シネマファス）
- 背徳義母淫猥図鑑（2012年9月5日、監督:坂本太、シネマファス）
- 義母と叔母の間で両刀の愛戯（2013年7月5日、監督:ながふちつよし、ビッグモーカル）
- 綺麗でイヤらしいおばさんの性教育（2014年10月3日、監督:ドラゴン西川、NAKED FILM）[18]
- 夫婦交換 淫靡な主婦の愛欲遊戯（2015年5月15日、監督:坂本太、ゴールデンムーンライト）
- ハメられた夫婦交換温泉旅行 2（2015年10月3日、監督:ドラゴン西川、NAKED FILM）[19]
- 愛情と火照る肉欲に苦悩する未亡人物語（2015年4月24日、監督:川崎軍二、パワークリエイト）[20]
- 下町居酒屋でのエロ情事 熟女三人発情期（2015年7月24日、パワークリエイト）[21]
- 温泉で欲情する母と息子 風間ゆみ（2016年、監督:宏彰、ルビー）[22]
- 兄嫁の匂い～秘密の情事～（2016年、監督:中目黒浩治、?）[23]
- 妻からのビデオレター（2017年1月27日、監督:クワッチー、人妻花園劇場）[24]
- 母●交尾 義母と息子の愛欲秘湯旅（2017年6月30日、監督:宏彰、エー・ビー・エンターテイメント）
- エロ女将が快楽絶頂SEXで禁断のおもてなし！（2017年6月30日、監督:宏彰、エー・ビー・エンターテイメント）
- 夫を裏切った女社長の代償（2017年7月28日、監督:金田一小五郎、人妻花園劇場）[25]
- 愛欲に目覚める人妻たちスペシャル 3（2017年11月18日、監督:大寺俊吾、パワークリエイト）
- ダメ夫を支える献身妻（2017年、監督:チバダイスケ、?）[26]
- 貴方の誘いを待っている温泉宿の女将さん 風間ゆみ（2017年、監督:宏彰、?）[27]
- 童貞が終わるとき（2017年、監督:熱曲タランティーノ、?）[28]
- いけない妻の友人（2018年1月1日、監督:ドラゴン西川、NAKED FILM）[29]
- ネトラセラレ（2018年4月27日、監督:仁同正明、竹書房・リバプール） ※R18版全3巻、通常版全1巻
- 未亡人刹那情欲（2018年、監督:貞邪我、?）[30]
- 巨乳エロス劇場～快楽～（2019年、?）[31]
- 愛憎～嫉妬～（2020年、監督:ZAMPA、?）[32]
- 覗かれた美熟女（2022年、?）[33]

## 書籍・その他

### 書籍
- おんなのこ―AV女優2（1999年6月、コアマガジン、永沢光雄によるAV女優のインタビュー集に登場） ISBN 978-4877342692
  - AV女優2（2002年7月、文芸春秋、永沢光雄、上記の文庫化） ISBN 978-4167493035

### 写真集
- 三年目の浮気（2011年7月14日、双葉社、撮影：浜田一喜）ISBN 978-4575303360
- bittersweet（2013年1月25日、大洋図書、撮影：中村誠作、監修：風間ゆみ）ISBN 978-4813022039
- グラマー裸婦ポーズBOOK（2013年7月30日、大洋図書、撮影：田村浩章）ISBN 978-4813022312
- 万華鏡（2014年11月19日、双葉社、撮影：浜田一喜）ISBN 978-4575307924

### アダルトグッズ
風間ゆみ 名義
- J-HOLE美熟女の肉壷（2012年11月9日、TIARA）※非貫通オナホール
- 熟女の星 風間ゆみの陰部完全レプリカ（2012年12月26日、日暮里ギフト）※非貫通オナホール
- 風間ゆみの淫臭愛液ローション 200ml（2012年12月26日、日暮里ギフト）

### フィギュア
- 3Dスキャン　プラスチックモデル　PLAMAX Naked Angel 1/20 風間ゆみ(2021年04月マックスファクトリー）